# Тилльмич
Тилльмич (нем. Tillmitsch) — община (нем. Gemeinde) в Австрии, в федеральной земле Штирия. 
Входит в состав округа Лайбниц.  Население составляет 3086 человек (на 31 декабря 2005 года). Занимает площадь 14,99 км². Официальный код  —  61043.

## Политическая ситуация
Бургомистр общины — Альфред Лангбауэр (СДПА) по результатам выборов 2005 года.
Совет представителей общины (нем. Gemeinderat) состоит из 21 места.
- СДПА занимает 15 мест.
- АНП занимает 5 мест.
- Зелёные занимают 1 место.